# 10968 Sterken
10968 Sterken è un asteroide della fascia principale. Scoperto nel 1971, presenta un'orbita caratterizzata da un semiasse maggiore pari a 3,1202837 UA e da un'eccentricità di 0,1218520, inclinata di 2,43703° rispetto all'eclittica.